# Гранісетрон
Гранісетрон (англ. Granisetron, лат. Granisetronum) — лікарський препарат, що застосовується для лікування захворювань травної системи, який є стимулятором виключно серотонінових рецепторів. Гранісетрон застосовується як перорально, так і внутрішньовенно.

## Фармакологічні властивості
Гранісетрон — синтетичний лікарський засіб, який є похідним карбоксаміду. Механізм дії препарату полягає у блокуванні переважно периферичних серотонінових рецепторів 5-HT3, наслідком чого є гальмування блювотного рефлексу унаслідок зниження вивільнення серотоніну, що призводить до зменшення або усунення післяопераційної нудоти та блювання. Гранісетрон переважно застосовується для лікування післяопераційної нудоти і блювання, а також нудоти і блювання, які спричинені цитотоксичною хімієтерапією та променевою терапією. Також проводиться вивчення можливості застосування гранісетрону у вигляді трансдермальної терапевтичної системи при парезі шлунка.

### Фармакокінетика
Гранісетрон швидко та добре всмоктується після перорального застосування, біодоступність препарату складає 60 % при пероральному застосуванні у зв'язку з ефектом першого проходження через печінку. При внутрішньовенному введенні препарату біодоступність складає 100 %. Гранісетрон добре розподіляється в організмі, та накопичується в еритроцитах. Препарат у помірній кількості (на 65 %) зв'язується з білками плазми крові. Гранісетрон проходить через плацентарний бар'єр, даних за виділення в грудне молоко людини немає. Препарат метаболізується в печінці з утворенням неактивних метаболітів. Виводиться гранісетрон із організму переважно з сечею у вигляді метаболітів, частково виводиться також із калом. Період напіввиведення препарату становить у середньому 6,2 години при пероральному застосуванні та 9 годин при внутрішньовенному введенні; у дітей, осіб похилого віку та в онкологічних хворих цей час збільшується до 10—12 годин.

## Показання до застосування
Гранісетрон застосовується для лікування післяопераційної нудоти і блювання, а також нудоти і блювання, які спричинені цитотоксичною хімієтерапією та променевою терапією.

## Побічна дія
При застосуванні гранісетрону найчастішими побічними ефектами є головний біль, діарея або запор, шкірний висип, диспепсія, загальна слабкість, біль у животі, транзиторне підвищення активності ферментів печінки.

## Протипокази
Гранісетрон протипоказаний при підвищеній чутливості до препарату, при вагітності та годуванні грудьми, в дитячому віці.

## Форми випуску
Гранісетрон випускається у вигляді таблеток по 0,001 та 0,002 г; концентрату для приготування розчину для внутрішньовенного застосування із вмістом діючої речовини 0,1 і 1 мг/мл по 1 або 3 мл; розчину для перорального застосування із вмістом діючої речовини 1 мг/5 мл.